# Vasváry Benő
Vasváry Benő, Vasvári Beniámin (Kecskemét, 1843. augusztus 11. – Budapest, 1901. január 26.) főreáliskolai tanár.

## Életpályája
Vasvári Sándor és Nyirádi Erzsébet iparos szülők gyermeke. A főgimnáziumot szülővárosában, Kecskeméten, a református teologiát ugyanott és Pesten hallgatta, ahol magántanítással és legációk jövedelméből tartotta fenn magát. 1867-ben a kecskeméti református egyház leánynevelő-intézetében tanítónak választotta. Török Pál református püspök a pesti református egyház akkor alapított felső leányiskolájába a történelem és földrajz tanárává kinevezte. 1870. október 1-jén foglalta el tanári székét. 1873-ban középiskolai tanári vizsgálatot tett. 1874-ben a fővárosi tanács a VIII. kerületi főreáliskolához a történelem és földrajz rendes tanárává választotta. Tanári működése idején a budapesti szünidei gyermektelep-egyesület alapító tagja lett és két évig vezetője volt a visegrádi leánytelepnek; az 1882-ben Pozsonyban tartott országos tanáregyesületi közgyűlésén választmányi taggá választották. Vasárnapi előadásokat tartott a budapesti iparos munkások számára, tanügyi cikkeket írt a Kecskeméti Lapokba és a szaklapokba. A Farkasréti temetőben helyezték nyugalomra. Felesége Szadovszky Ernesztin volt.

## Műve
- Világtörténelem rövid előadásban. I. kötet. Ókor. Képezdék, polgári és felső leányiskolák számára. Budapest, 1874. (Több nem jelent meg).